# Kruckow-Waldorff
Kruckow-Waldorff A/S var en dansk litografisk virksomhed, der primært trykte plakater, men også gjorde sig inden for spillekort, papæsker og reproduktion af berømte maleres værker. Den er særlig kendt for at være trykkested for Sven Braschs plakater fra 1920'erne.
Firmaet blev stiftet den 21. januar 1892 og nåede at fejre 75-års jubilæum i 1962, hvor der blev udsendt et festskrift. Den 1. juni 1891 overtog Sophus Kruckow (1857-1916) en part af Th. Axelholms virksomhed, som i 1916 omdannedes til A/S Sophus Kruckows Trykkerier; samme år overtoges Georg Andersens litografiske Etablissement. Dette var grundlagt 1885 af Hans Ludvig Rotzow (1859-1914). I 1917 købtes C. Waldorff's Papæskefabrik, og firmanavnet ændredes til det daværende. I 1925 gennemførte Hendrik Stein en rekonstruktion af selskabet, og han blev formand for bestyrelsen.
I en årrække (indtil 1911) var Carl Andreasen driftsleder og gik siden solo med egen virksomhed (Andreasen & Lachmann).
Fabrikken lå i Jemtelandsgade 3/Holmbladsgade i L.P. Holmblads tidligere bygninger, der nu er bygget om til Kvarterhuset, efter at Københavns Kommune overtog huset i 1997. Bygningen er opført 1880 af murermester Christian Peder Wienberg efter tegninger af Georg E.W. Møller.
Fra 1926 til sin død 1940 var Harald Witzansky administrerende direktør. Han blev efterfulgt af sønnen Michael Witzansky (f. 1905) og Hj. Joensen (f. 1898).